# Heinrich von Ficker
Heinrich „Heinz“ (von) Ficker (1885–1919 Heinrich Ritter Ficker von Feldhaus; * 22. November 1881 in München; † 29. April 1957 in Wien) war ein österreichischer Meteorologe, Geophysiker und Bergsteiger.

## Leben
Der Sohn des 1885 geadelten Historikers Julius von Ficker und Bruder von Ludwig und Rudolf von Ficker war in seiner Jugend und während des Studiums in Innsbruck als Bergsteiger aktiv und gehörte zu den besten Tiroler Kletterern. Als Mitglied des Akademischen Alpenklubs Innsbruck nahm Ficker 1903 an der Kaukasus-Expedition von Willi Rickmer Rickmers teil. Sein Versuch, den damals als schwierigsten Berg der Welt eingestuften Uschba gemeinsam mit seiner Schwester Cenzi von Ficker und Adolf Schulze zu besteigen, endete mit einem Sturz Schulzes kurz vor dem Gipfel. Ficker konnte Schulze im Seil halten, verletzte sich dabei jedoch die Hände, so dass er am letztlich erfolgreichen zweiten Versuch Schulzes einige Tage später nicht teilnehmen konnte.
Heinrich bzw. Heinz Ficker Ritter von Feldhaus wurde am 30. Juni 1906 an der Universität Innsbruck zum Dr. phil. promoviert. 1907 erlangte er durch seine synoptischen Untersuchungen von Kaltlufteinbrüchen im Zentralalpenmassiv internationale Anerkennung als Meteorologe. In den Jahren 1906 und 1910 führte Ficker seine Innsbrucker Föhnstudien durch, bei denen er mittels Ballon die Luftströmung des Föhns untersuchte. Zwischen 1910 und 1911 publizierte Ficker seine Erkenntnisse über polare Kaltlufteinbrüche und Wärmewellen in Russland und Nordasien.
1911 wurde er auf den Lehrstuhl für Meteorologie an der Universität Graz berufen. Nach seiner Rückkehr aus der Kriegsgefangenschaft des Ersten Weltkriegs nahm er seine Lehrtätigkeit in Graz wieder auf. 1923 folgte er einem Ruf an die Berliner Friedrich-Wilhelms-Universität, wo er bis 1937 als Professor wirkte und bis 1934 als Direktor das Preußische Meteorologische Institut leitete. Im Jahr 1925 wurde er zum Mitglied der Leopoldina und 1926 der Preußischen Akademie der Wissenschaften gewählt. In die Akademie der Wissenschaften der UdSSR wurde er 1929 als korrespondierendes Mitglied aufgenommen.
Von 1937 bis zu seiner Pensionierung im Jahre 1952 war er Professor an der Universität Wien und Direktor der Zentralanstalt für Meteorologie und Geodynamik. Dem Nationalsozialistischen Fliegerkorps (NSFK) trat Ficker im Juli 1938 bei und musste nach dem Zweiten Weltkrieg um Entnazifizierung ansuchen. Seit 1942 war er korrespondierendes Mitglied der Bayerischen Akademie der Wissenschaften. Im September 1947 wurde er zum ordentlichen Professor der Universität Wien (wieder-)ernannt. Von 1946 bis 1951 war er Präsident, von 1951 bis 1957 Vizepräsident der Österreichischen Akademie der Wissenschaften. Zu seinem 70. Geburtstag 1951 schuf Arnold Hartig eine Porträtmedaille von ihm.